# José Luis Gómez
José Luis Gómez (ur. 10 września 1993 w Santiago del Estero) – argentyński piłkarz występujący na pozycji prawego obrońcy, reprezentant Argentyny.

## Kariera klubowa
Gómez wychowywał się w miejscowości La Banda w aglomeracji Santiago del Estero, stolicy departamentu Santiago del Estero. Pochodzi z wielodzietnej (jest szóstym z dwanaściorga rodzeństwa), ubogiej rodziny; jego ojciec był murarzem, zaś matka pracowała jako sprzątaczka w lokalnej szkole. Treningi piłkarskie rozpoczynał w szkółce juniorskiej swojego ojca (byłego amatorskiego piłkarza) w rodzinnej dzielnicy 25 de Mayo, skąd przeniósł się do amatorskiego zespołu Albito. W wieku dwunastu lat przeprowadził się do stołecznego Buenos Aires, gdzie spędził pięć lat w akademii młodzieżowej klubu Quilmes AC. Później przez rok pozostawał bez klubu, po czym znalazł zatrudnienie w innym zespole ze stołecznej aglomeracji – Racing Club de Avellaneda. Do pierwszego zespołu został włączony jako dziewiętnastolatek przez szkoleniowca Luisa Zubeldíę, lecz zadebiutował w nim dopiero za kadencji tymczasowego trenera Fabio Radaellego, w sierpniu 2013 w spotkaniu z Lanús (0:2) w rozgrywkach Copa Sudamericana.
Gómez w argentyńskiej Primera División zadebiutował natomiast kilka dni później, 31 sierpnia 2013 w przegranej 0:1 konfrontacji z All Boys. Od razu wywalczył sobie pewne miejsce w wyjściowym składzie, lecz po roku został relegowany do roli rezerwowego dla Ivána Pilluda. W jesiennym sezonie Transición 2014 wywalczył z Racingiem tytuł mistrza Argentyny, lecz sam nie rozegrał wówczas żadnego meczu i bezpośrednio po tym udał się na wypożyczenie do ligowego beniaminka – CA San Martín de San Juan. W jego barwach 5 kwietnia 2015 w wygranym 3:1 meczu z Tigre strzelił swoje premierowe gole w lidze (zanotował wówczas dwa trafienia), a w San Martín grał ogółem przez rok – miał pewne miejsce w linii defensywy, lecz nie odniósł poważniejszych sukcesów.
W styczniu 2016 Gómez udał się na wypożyczenie po raz kolejny, tym razem do ekipy CA Lanús. Tam już w wiosennym, półrocznym sezonie 2016 jako kluczowy gracz zespołu prowadzonego przez Jorge Almiróna zdobył mistrzostwo Argentyny. Szybko zapracował sobie na miano czołowego bocznego defensora ligi i w lutym 2017 wywalczył z Lanús superpuchar Argentyny – Supercopa Argentina, a cztery miesiące później dołączył do klubu na zasadzie transferu definitywnego (władze Lanús skorzystały z opcji kupna wynoszącej 2,5 miliona dolarów). Jeszcze w tym samym roku doszedł z Lanús do finału najbardziej prestiżowych rozgrywek Ameryki Południowej – Copa Libertadores i został wybrany w oficjalnym plebiscycie dziennika „El País” do najlepszej jedenastki kontynentu (Equipo Ideal de América), jako najlepszy prawy obrońca roku w Ameryce Południowej.

## Kariera reprezentacyjna
W sierpniu 2016 Gómez został powołany przez Julio Olarticoecheę do reprezentacji Argentyny U-23 na Igrzyska Olimpijskie w Rio de Janeiro. Tam miał pewne miejsce w wyjściowym składzie i rozegrał wszystkie trzy spotkania w pełnym wymiarze czasowym, zaś jego kadra odpadła z męskiego turnieju piłkarskiego już w fazie grupowej.
W seniorskiej reprezentacji Argentyny Gómez zadebiutował za kadencji selekcjonera Jorge Sampaolego, 9 czerwca 2017 w wygranym 1:0 meczu towarzyskim z Brazylią.